# Electronic Music Studios
Electronic Music Studios (EMS) ist ein eingetragenes Warenzeichen des ersten englischen Synthesizer-Studios.
Gegründet wurde das Studio von Peter Zinovieff (1933–2021). 1969 präsentierte die Firma mit dem Synthesizer VCS 3 den ersten preisgünstigen und zugleich portablen Analog-Synthesizer. Der Name leitete sich von der englischen Bezeichnung Voltage Controlled Synthesizer her (deutsch: „spannungsgesteuerter Synthesizer“). Der VCS 3 ist im Modul-Prinzip aufgebaut. Kernmodul des Instruments waren drei Oszillatoren, was die „3“ im Namen andeutet. Die von drei Oszillatoren erzeugten Töne werden dabei in ihrer Tonhöhe von der sie ansteuernden Modulationsspannung bestimmt. Das kann sowohl stufenlos durch ein Potentiometer als auch durch eine separate Keyboard-Tastatur geschehen. Weitere Module sind Filter, Ringmodulator, Hüllkurven- und Niederfrequenzgenerator.
Die ersten Rockgruppen, die das Instrument verwendeten, waren Tangerine Dream und The Who. Auf der LP Who’s Next übernimmt der VCS 3 eine besondere Funktion: In dem Song Won’t Get Fooled Again wird er weniger zur Klangerzeugung als zur Klangmanipulation verwendet. Zu hören ist eine Hammondorgel, die den Basisklang erzeugt, der durch die Filter und die Niederfrequenzgeneratoren des VCS 3 verfremdet und mit einem Impuls angesteuert wird. Bekannt ist der VCS 3 auch vom Pink-Floyd-Album The Dark Side of the Moon.